# Jaskółka czerwonomorska
Jaskółka czerwonomorska (Petrochelidon perdita) – gatunek małego ptaka z rodziny jaskółkowatych (Hirundinidae), znany z jednego okazu – martwego ptaka znalezionego w Port Sudan nad Morzem Czerwonym.

## Taksonomia
Holotyp, a zarazem jedyny znany okaz, to ptak znaleziony martwy 9 maja 1984 obok latarni morskiej w Port Sudan (Sanganeb Light House) znajdującej się na koralowej wysepce. Po dwóch dniach silnych, północnych wiatrów D. A. Smith szukał w zakamarkach latarni pochowanych drobnych ptaków. Znalazł truchło jaskółki nieznanego gatunku po rozpoczęciu rozkładu – pióra stawały się już luźno osadzone. Ptak prawdopodobnie uderzył w któryś z elementów laterny i spadł 40 m. Początkowo autor uznał go za przedstawiciela podgatunku jaskółki towarzyskiej (Petrochelidon spilodera) lub przedstawiciela gatunku tworzącego nadgatunek z wymienionym. Ze względu na różnice w upierzeniu holotyp został zaklasyfikowany jako reprezentujący nowy gatunek. Autorzy opisu nadali mu nazwę Hirundo perdita. Obecnie (2020) Międzynarodowy Komitet Ornitologiczny umieszcza go w rodzaju Petrochelidon; klasyfikacja niejasna.
Holotyp, jedynie skrzydła i ogon, przekazano do Muzeum Historii Naturalnej w Londynie, gdzie otrzymał numer 1984.5.1.

## Opis holotypu
Czoło, kantarek, wierzch głowy, kark, boki szyi i grzbietu porastają pióra ciemnobrązowe lub czarnobrązowe, opalizujące metalicznie, ciemnoniebiesko. Połysk zdaje się być najmocniejszy na grzbiecie (być może w wyniku kąta padania światła na zdjęciu). Nasada niższej części szyi i grzbiet białe lub brudnobiałe. Barkówki, lotki III rzędu i sterówki ciemnobrązowe, z niebieskim połyskiem (z wyjątkiem wewnętrznych chorągiewek sterówek). Kuper ciemnoszary, pióra z białymi nasadami i krawędziami. Pokrywy nadogonowe ciemnobrązowe, połyskliwe, jedno pióro w dobrym stanie miało niebieskawy połysk. Pokrywy nadogonowe leżące bardziej z boku wyróżniają się zniszczonymi, białymi krawędziami, podobne jak na piórach kupra. Skrzydła ciemnobrązowe lub czarniawobrązowe. Końcówki wewnętrznych pokryw skrzydłowych większych i zewnętrznych pokryw skrzydłowych mniejszych są nieco jaśniejsze, co nadaje okolicy nadgarstka lekko cętkowany wygląd. Jedna z wewnętrznych pokryw skrzydłowych ma intensywny, niebieski połysk. Na brodzie słabo widoczna plamka o wymiarach około 3–4 (wysokość) na 9 mm (szerokość) z kilkoma płowymi piórkami u nasady. Gardło i górna część piersi niebieskoczarne, większość piór ma delikatne jasnoszare lub niebieskoszare krawędzie. Najniżej osadzone pióra w górnej części piersi cechują szerokie płowe i płowoszare krawędzie. Niższa część piersi i brzuch czysto białe, wyraźnie oddzielone od górnej części piersi około milimetrową, płową linią. Okolice kloaki szare z pomarańczowym nalotem. Bliższe brzuchowi pokrywy podogonowe jasne, płowoszare, dalsze od brzucha i te leżące po bokach czarne, połyskliwe lub niebieskoczarne z jasnoszarymi, płowopomarańczowymi lub płowoszarymi końcówkami szerokimi na około 6 mm. Pokrywy podskrzydłowe w większości białe. Najbliższe zgięciu skrzydła pióra pod skrzydłem pomarańczowe, bardzo jasne. Lotki i sterówki od spodu zdają się być ciemne, szarobrązowe, z szarym lub srebrzystym połyskiem. Dziób, nogi i pazury czarne.
Długość skrzydła: 114 i 115 mm. Formuła skrzydłowa: p9>p8>p7>p6>p5>p4>p3>p2>p1>p10. Lotka p10 jest krótsza od p9 o 78 mm. Środkowe sterówki mają długość 57 mm, a zewnętrzne – 59 mm. Ogon prostokątny (nie wcięty).

## Status
Jaskółka czerwonomorska ma według IUCN status „niedostateczne dane” (DD, Data Deficient). Możliwe, że występuje na górzystych obszarach u wybrzeża Morza Czerwonego w Sudanie lub Erytrei (przed odkryciem holotypu widziano dwie jaskółki o jasnych kuprach lecące w kierunku Dżeddy). Nieokreślone jaskółki widziano w okolicy jeziora Langano (ok. 20 ptaków) i w Parku Narodowym Auasz (ok. 3–8 ptaków) w Etiopii. Mogły to być jaskółki czerwonomorskie lub, co jest bardziej prawdopodobne, ptaki reprezentujące nieopisany dotąd takson.